# 妙住坊

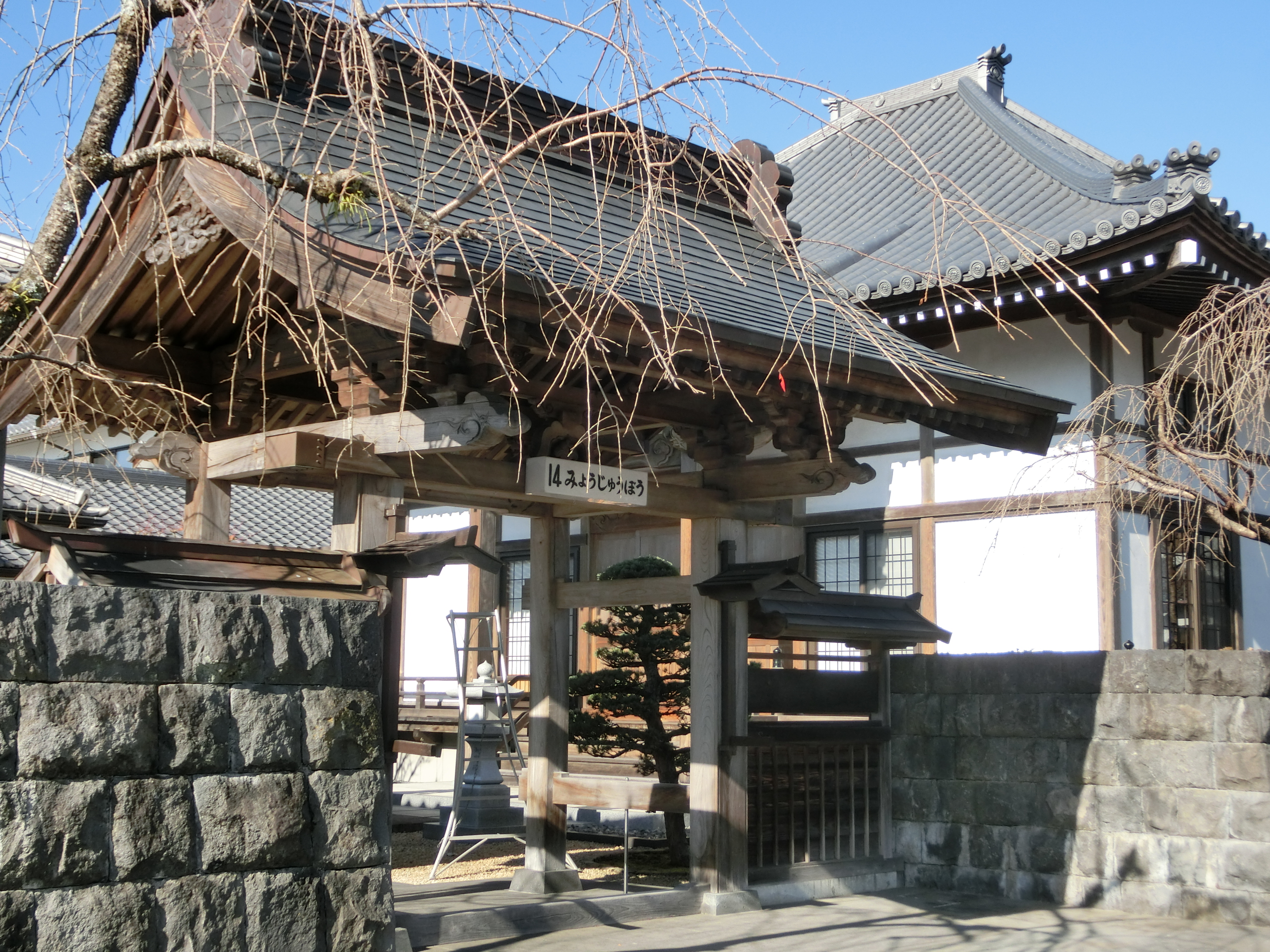
妙住坊

妙住坊（みょうじゅうぼう）は、日蓮正宗総本山大石寺の塔中坊の一つ。

## 歴史
- 1969年（昭和44年）11月21日 - 第66世法主日達の発願、開基として建立される。
- 2008年（平成20年）12月8日 - 立正安国論正義顕揚750年記念局総本山総合整備事業の一環として改築される。